# Boris Dmitrijewitsch Andrejew
Boris Dmitrijewitsch Andrejew (russisch Борис Дмитриевич Андреев; * 6. Oktober 1940 in Moskau, Russische SFSR; † 9. Juli 2021) war ein sowjetischer Kosmonaut, der bei mehreren Raumflügen Ersatzmann war, aber nie zum Einsatz kam.

## ZKBEM und Bewerbung als Kosmonaut
Andrejew studierte an der Staatlichen Technischen Universität Moskau „N. E. Bauman“, die er 1964 als Diplomingenieur verließ. Ab 18. November 1965 arbeitete er im Zentralen Konstruktionsbüro für Experimentalen Maschinenbau (ZKBEM), dem früheren OKB-1, das zu dieser Zeit noch von Sergei Koroljow geleitet wurde, und in dem das Sojus-Raumschiff konstruiert wurde.
Einige Ingenieure des ZKBEM hatten bereits zum Kosmonautenkorps gewechselt und fünf davon (Konstantin Feoktistow, Alexei Jelissejew, Waleri Kubassow, Wladislaw Wolkow und  Wiktor Pazajew) waren zu Raumflügen gekommen, als sich Andrejew 1971 als Kosmonaut bewarb. Er wurde am 22. März 1972 zusammen mit drei weiteren Ingenieuren und drei Ärzten angenommen.

## Die Zeit als Kosmonaut

### Das Apollo-Sojus-Testprojekt
Nach der Grundausbildung wurde Andrejew im Dezember 1972 dem Apollo-Sojus-Test-Projekt (ASTP), der ersten internationalen Raumflugkooperation, zugeteilt, das sich zu dieser Zeit in der Planungsphase befand. Die sowjetische Raumfahrtbehörde stellte vier Zweiergruppen zusammen, die jeweils aus einem Piloten und einem Ingenieur bestanden. Andrejew bildete dabei mit dem Piloten Wladimir Dschanibekow eine Mannschaft.
Zur Vorbereitung gehörte im Juli 1973 auch ein Aufenthalt im Johnson Space Center in Houston, bei dem Andrejew zusammen mit amerikanischen Astronauten trainierte.
Nachdem die ASTP-Variante 7K-TM des Sojus-Raumschiffes zwei unbemannte Testflüge durchgeführt hatte, war mit Sojus 16 ein bemannter Vorbereitungsflug geplant, bei dem das gesamte Programm des ASTP von sowjetischer Seite simuliert wurde. Dschanibekow und Andrejew bildeten dabei die Ersatzmannschaft für die Besatzung Filiptschenko und Rukawischnikow. Der Flug fand im Dezember 1974 statt. Beim eigentlichen ASTP-Flug mit Sojus 19 im Juli 1975 gehörte Andrejew zur Unterstützungsmannschaft.

### Sojus 22
Für das Apollo-Sojus-Testprojekt hatte die Sowjetunion mehrere Exemplare der Variante 7K-TM des Sojus-Raumschiffs gefertigt, die nicht für die Kopplung mit einer Saljut-Raumstation geeignet war. Nach Abschluss des ASTP wurde das letzte verbliebene Exemplar für die Erdbeobachtungsmission Sojus 22 verwendet. Andrejew wurde dem Piloten Leonid Popow zugeteilt und bildete mit ihm zusammen ab Januar 1976 die Unterstützungsmannschaft. Sowohl der Kosmonaut Wladimir Aksjonow, der die Mission im September 1976 flog, als auch sein Ersatzmann Gennadi Strekalow waren Ingenieure vom gleichen Entwicklungsbüro wie Andrejew, waren aber erst ein Jahr nach ihm zum Kosmonautenkorps dazugestoßen.

### Saljut 6
Von Oktober 1976 an bereiteten sich Popow und Andrejew auf einen Flug zur neuen Raumstation Saljut 6 vor. Da aber der erste Anflug mit Sojus 25 im Oktober 1977 misslang, wurde eine neue Regel eingeführt, dass bei Sojusflügen mindestens einer der Kosmonauten bereits Raumflugerfahrung haben musste. Da weder Popow noch Andrejew bereits im All waren, wurde dieses Zweierteam aufgelöst. Andrejew bekam Wjatscheslaw Sudow als neuen Kommandanten zugeteilt. Sudow und Andrejew bildeten ab Januar 1978 die Unterstützungsmannschaft für die dritte Stammbesatzung von Saljut 6, Saljut 6 EO-3, die im Februar 1979 startete. Anschließend rückten sie zur Ersatzmannschaft der vierten Besatzung Saljut 6 EO-4 auf. Nachdem sich der vorgesehene Bordingenieur Walentin Lebedew während der Vorbereitung verletzt hatte, waren Sudow und Andrejew zeitweise sogar als Hauptbesatzung vorgesehen, wurden aber kurz vor dem Start noch durch Popow und Waleri Rjumin ersetzt. Aufgrund des Zustands der Raumstation wurde jedoch die erfahrenere Ersatzcrew vorgezogen, so dass Sudow und Andrejew nur die Reservebesatzung bildeten.
Als fünfte Besatzung der Raumstation kamen Sudow und Andrejew nicht in Frage, weil hierfür der neue dreisitzige Version des Sojus-Raumschiffs und eine dafür speziell ausgebildete Mannschaft vorgesehen war, die im November 1980 die Mission Sojus T-3 flog. Sudow und Andrejew waren jedoch als Hauptbesatzung für die nächste Mission Sojus T-4 vorgesehen. Als Ergebnis des Trainings wurde aber kurz vor dem Start im März 1981 die ursprüngliche Ersatzmannschaft Kowaljonok/Sawinych als erste Mannschaft ausgewählt. Dies war die letzte Besatzung der Saljut 6.

## Nach dem Ausscheiden
Nach einem Unfall beim Fallschirmspringen musste Andrejew das Kosmonautenkorps im September 1983 verlassen. Er hatte bei sechs Raumflügen mitgewirkt, ohne ein einziges Mal zum Einsatz zu kommen. Als Verbindungssprecher in der Leitstelle blieb er aber dem Raumfahrtprogramm erhalten, bis er sich im August 1993 zur Ruhe setzte.

## Privates
Andrejew war in zweiter Ehe verheiratet und hatte zwei Kinder.
Er starb am 9. Juli 2021 im Alter von 80 Jahren.